# 年始
| ウィキペディアには「年始」という見出しの百科事典記事はありません（タイトルに「年始」を含むページの一覧/「年始」で始まるページの一覧）。 代わりにウィクショナリーのページ「年始」が役に立つかもしれません。 |